# Senat von New Mexico

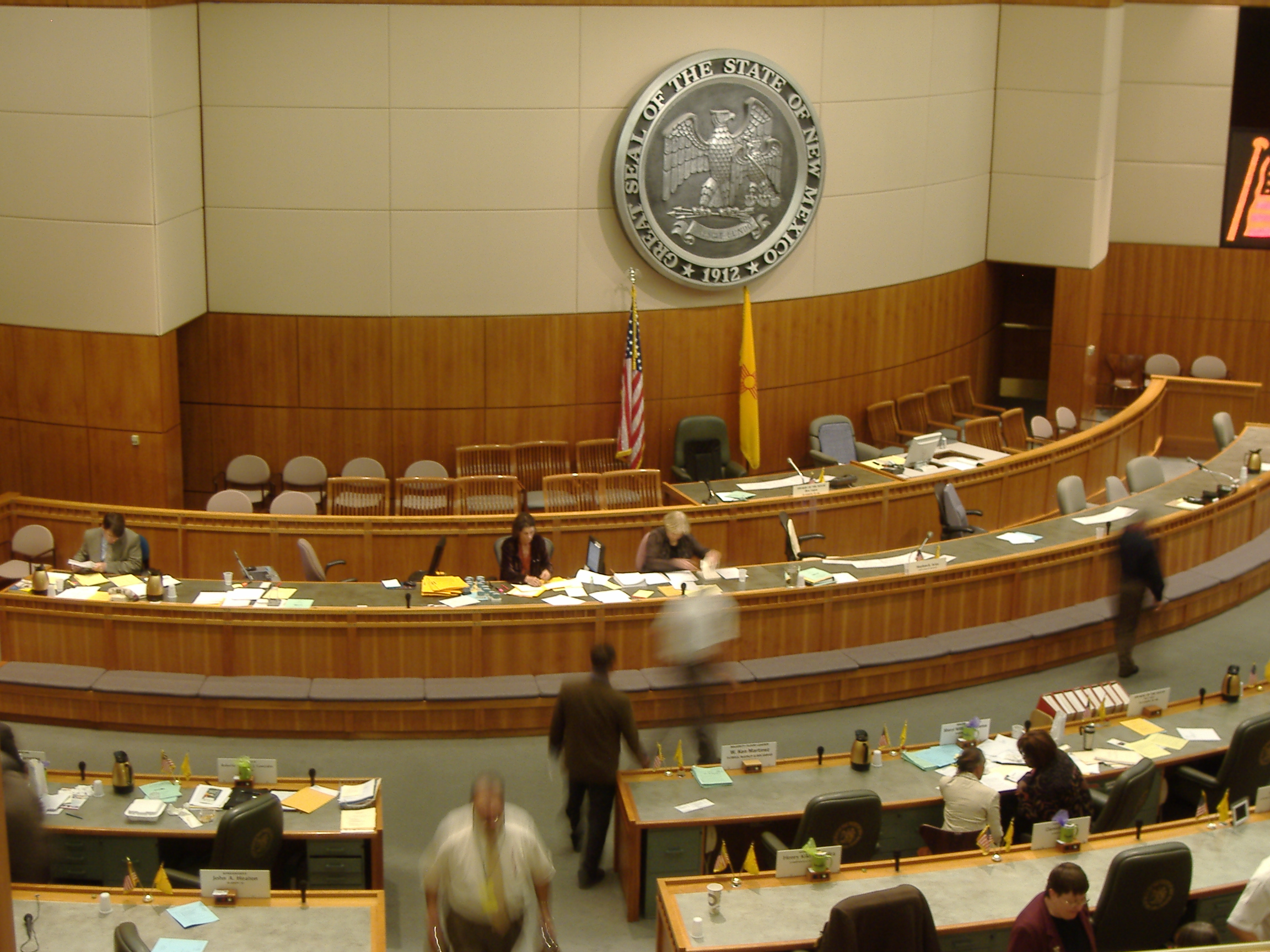
Sitzungssaal des Senats von New Mexico

Der Senat von New Mexico (New Mexico State Senate) ist das Oberhaus der New Mexico Legislature, der Legislative des US-Bundesstaates New Mexico.
Die Parlamentskammer setzt sich aus 42 Senatoren zusammen, die jeweils einen Wahldistrikt repräsentieren. Jede dieser festgelegten Einheiten umfasst eine Zahl von durchschnittlich 43.300 Einwohnern. Die Senatoren werden jeweils für vierjährige Amtszeiten gewählt. Der Sitzungssaal des Senats befindet sich gemeinsam mit dem Repräsentantenhaus im New Mexico State Capitol in der Hauptstadt Santa Fe.

## Aufgaben des Senats
Wie in den Oberhäusern anderer Bundesstaaten und Territorien sowie im US-Senat fallen dem Senat von New Mexico im Vergleich zum Repräsentantenhaus spezielle Aufgaben zu, die über die Gesetzgebung hinausgehen. So obliegt es dem Senat, Nominierungen des Gouverneurs in dessen Kabinett, weitere Ämter der Exekutive sowie Kommissionen und Behörden zu bestätigen oder zurückzuweisen.

## Struktur der Kammer
Präsident des Senats ist der jeweils amtierende Vizegouverneur. An Abstimmungen nimmt er nur teil, um bei Pattsituationen eine Entscheidung herbeizuführen. In Abwesenheit des Vizegouverneurs steht der jeweilige Präsident pro tempore den Plenarsitzungen vor. Dieser wird von der Mehrheitsfraktion des Senats gewählt und später durch die Kammer bestätigt. Derzeitiger Vizegouverneur und Senatspräsident ist der Republikaner John Sanchez, Präsident pro tempore der Demokrat Timothy Jennings aus dem 32. Wahlbezirk.
Zum Mehrheitsführer (Majority leader) der Demokraten wurde Michael Sanchez, 29. Wahlbezirk, gewählt; Oppositionsführer (Minority leader) ist der Republikaner Stuart Ingle aus dem 27. Wahlbezirk.

### Zusammensetzung
| Partei   | Partei                 | Abgeordnete |
| -------- | ---------------------- | ----------- |
|          | Demokratische Partei   | 27          |
|          | Republikanische Partei | 15          |
| Summe    | Summe                  | 42          |
| Mehrheit | Mehrheit               | 21          |